# La Bodeguita del Medio
La Bodeguita del Medio est un bar-restaurant typique de La Havane (Cuba). Il doit sa notoriété internationale aux célébrités qui l’ont ou l'auraient fréquenté, parmi lesquelles Salvador Allende, le poète Pablo Neruda et l’écrivain américain Ernest Hemingway. La Bodeguita del Medio revendique également la création d'un célèbre cocktail, le mojito, servi au bar depuis son ouverture en 1942.
La Bodeguita del Medio se distingue également par  la décoration des pièces, particulièrement riche en objets divers, tableaux et photos, sans oublier les autographes et témoignages de clients célèbres ou inconnus. La Bodeguita del Medio est un rendez-vous prisé des touristes cherchant à faire l'expérience de l'ambiance particulière et typique de Cuba, sa musique, la cuisine locale et son célèbre Mojito.

## Histoire
En 1942, Angel Martínez achète la petite Bodega de la rue Empedrado La Complaciente, dans le quartier de la Vieille Havane. Il lui donne le nom de Casa Martinez. Angel Martínez commence par y vendre des produits locaux et de temps en temps, sert à dîner aux habitués. Plus généralement, les clients de la Casa Martinez viennent pour boire un verre entre amis et déguster le tout nouveau cocktail appelé le Mojito, à base de rhum, de menthe, de sucre, de citron vert et d’eau gazeuse.
Très rapidement, l’établissement devient un centre de l’effervescence culturelle havanaise. Attirés par le charme bohème du lieu, écrivains, chorégraphes, musiciens et journalistes s’y retrouvent dans une ambiance conviviale. En réponse au nombre insuffisant de restaurants dans le quartier de la Vieille Havane, l’établissement commence à servir des repas à partir de la fin des années 1950. En 1949, Silvia Torres alias « la China » devient la cuisinière attitrée du lieu.
Le 26 avril 1950, le nom de Bodeguita del Medio est officiellement adopté.

### Origine du nom
Parmi les premiers habitués, Félix Ayón rencontre Angel Martínez en 1946. Cet éditeur charismatique, qui côtoie l’avant-garde de la Havane, fait découvrir la Casa Martinez à nombre de ses connaissances. C’est ainsi qu’en leur indiquant l’emplacement de la bodeguita – au milieu de la rue – il met à la mode l’expression "Bodeguita del Medio", qui deviendra en 1950 le nom officiel du lieu.

### Menu
Le menu est typiquement créole : riz bouilli, haricots noirs, jarret de porc, manioc, rôti de porc dans son jus, lard et plantain frite.

## Habitués

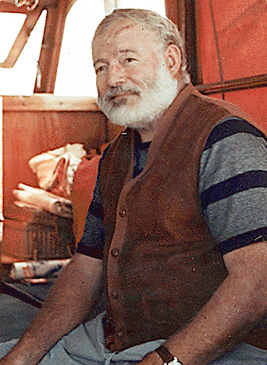
Ernest Hemingway (ici en 1950), l'un des habitués célèbres de la Bodeguita del Medio.

De nombreux artistes et célébrités ont régulièrement fréquenté la Bodeguita del Medio, dont le poète Pablo Neruda, ainsi que Gabriel García Márquez, Gabriela Mistral, Agustín Lara, Nicolás Guillén, Nat King Cole, Julio Cortázar, Joan Manuel Serrat, Margaux Hemingway et Salvador Allende... L'habitué le plus fréquemment cité est l’écrivain américain Ernest Hemingway. Aujourd’hui encore, on peut lire sur les murs l’inscription manuscrite signée de son nom : « Mi mojito en la Bodeguita, my Daiquiri in El Floridita » (« Mon mojito à la Bodeguita, mon Daiquiri à El Floridita »), même si Angel Martínez a lui-même affirmé en 2012, selon le journaliste Alberto Sanchez, que la fréquentation de l'établissement par l'auteur relevait de la légende urbaine. Par ailleurs, des biographes comme Philip Greene ont fait observer que l'aspect sucré du mojito le rendait peu compatible avec les préférences de l'auteur américain. 

## La Bodeguita del Medio dans le monde
Aujourd’hui, de nombreux établissements à travers le monde portent le même nom, dans des pays comme le Mexique, les États-Unis, la République tchèque, la Colombie, le Venezuela, l’Allemagne, l'Argentine ou encore l’Angleterre. Mais c’est en Espagne qu’une entreprise a ouvert une chaîne de 4 restaurants, répliques exactes de La Bodeguita del Medio de La Havane. Aujourd'hui, les locaux et les touristes continuent d'affluer pour boire ce qu'ils considèrent comme l'authentique mojito cubain.

## Sources
- (en) Cet article est partiellement ou en totalité issu de l’article de Wikipédia en anglais intitulé « Bodeguita del medio » (voir la liste des auteurs).